# پالمار ده وارلا
پالمار ده وارلا (به اسپانیایی: Palmar de Varela) یک سکونتگاه مسکونی در کلمبیا است که در بخش آتلانتیکو واقع شده‌است.